# Stazione di Ceres
La stazione di Ceres è la stazione ferroviaria capolinea della ferrovia Torino-Ceres. Serve il comune di Ceres e l'adiacente comune di Cantoira.

## Storia
Costruita come tutte le stazioni del tratto montano della ferrovia secondo il progetto dell'ing. Alberto Scotti nel 1915, è un edificio di tre piani in muratura e cemento armato con tetto a falde in legno e copertura, rifatta, nei primi anni del 2000, in lose. Analogamente ad altre stazioni della linea, al piano terra della stazione, costruita in stile liberty riprendendo il modello dello "chalet svizzero", è presente un grande ingresso con biglietteria, sale d'attesa di prima (fornita di stufa per il riscaldamento invernale) e seconda classe, il deposito bagagli e l'ufficio del capostazione, mentre ai piani superiori vi è l'alloggio.

## Impianti
Pur essendo stazione terminale, anch'essa è posta parallelamente ai binari (e non in testa ad essi) ed è fornita di un fabbricato merci in muratura con tetto in legno e rivestimento in lamiera; vi sono poi una rimessa in cemento armato per i convogli ed una tettoia coperta da un tetto in lose. È infine presente un fabbricato adibito a bar-ristoro in muratura con tetto a falde in legno e copertura in lose. La caratteristica pensilina di questa stazione è in acciaio con rivestimento in lamiera e presenta una grande volta tronco conica.
Ci sono 3 binari passanti più un piazzale di tronchi per la sosta dei carri adiacente al fabbricato merci e per l'ingresso alla rimessa coperta; al termine del binario vi è tutt'oggi una piattaforma girevole.

## Movimento
La stazione fino all'estate 2023 era servita da quattro coppie di convogli della linea A del SFM gestiti da GTT che percorrevano la tratta Ceres-Torino Dora (durante le chiusure scolastiche estive i treni si fermavano a Germagnano, venendo sostituiti da autobus). Da allora la  stazione è servita tutto l'anno dagli autobus sostitutivi della linea SFM A che coprono la tratta ferroviaria attualmente sospesa Germagnano-Ceres.
Si prevede che nel 2026 vengano completati i lavori di potenziamento infrastrutturale e tecnologico della suddetta tratta da parte di RFI, cosa che porterà la linea SFM 7 da Fossano, direttamente a Ceres.

## Servizi
La stazione dispone di:
- Biglietteria automatica
- Capolinea autolinee
- caffetteria
- Sala d'attesa
- Servizi igienici